# Horvátország a 2012. évi nyári olimpiai játékokon
Horvátország a nagy-britanniai Londonban megrendezett 2012. évi nyári olimpiai játékok egyik részt vevő nemzete volt. Az országot az olimpián 17 sportágban 107 sportoló képviselte, akik összesen 6 érmet szereztek.

## Érmesek
| Érem  | Versenyző | Sportág       | Versenyszám         |
| ----- | --- | ------------- | ------------------- |
| Arany | Sandra Perković | Atlétika      | Női diszkoszvetés   |
| Arany | Giovanni Cernogoraz | Sportlövészet | Férfi trap          |
| Arany | Nemzeti válogatott Josip Pavić Damir Burić Miho Bošković Nikša Dobud Maro Joković Ivan Buljubašić Petar Muslim Andro Bušlje Sandro Sukno Samir Barač Igor Hinić Paulo Obradović Frano Vićan                                    | Vízilabda     | Férfi               |
| Ezüst | David Šain Martin Sinković Damir Martin Valent Sinković | Evezés        | Férfi négypárevezős |
| Bronz | Nemzeti válogatott Marko Kopljar Mirko Alilović Venio Losert Manuel Štrlek Ivan Ninčević Ivan Čupić Zlatko Horvat Igor Vori Ivano Balić Blaženko Lacković Domagoj Duvnjak Damir Bičanić Drago Vuković Jakov Gojun Denis Buntić | Kézilabda     | Férfi               |
| Bronz | Lucija Zaninović | Taekwondo     | Női légsúly         |

## Asztalitenisz
Férfi
| Versenyző      | Versenyszám | Selejtező         | 64-es főtábla     | 48-as főtábla                                                      | 32-es főtábla                                                       | Nyolcaddöntő                                                | Negyeddöntő       | Elődöntő          | Döntő             | Helyezés |
| Versenyző      | Versenyszám | Ellenfél Eredmény | Ellenfél Eredmény | Ellenfél Eredmény                                                  | Ellenfél Eredmény                                                   | Ellenfél Eredmény                                           | Ellenfél Eredmény | Ellenfél Eredmény | Ellenfél Eredmény | Helyezés |
| -------------- | ----------- | ----------------- | ----------------- | ------------------------------------------------------------------ | ------------------------------------------------------------------- | ----------------------------------------------------------- | ----------------- | ----------------- | ----------------- | -------- |
| Andrej Gaćina  | Egyes       | erőnyerő          | erőnyerő          | Jörgen Persson (SWE) · 11–5, 11–6, 11–7, 11–4                      | Alekszandr Sibajev (RUS) · 11–6, 11–7, 9–11, 11–8, 8–11, 9–11, 11–8 | Chuang Chih-yuan (TPE) · 8–11, 5–11, 4–11, 11–7, 11–3, 5–11 | kiesett           | kiesett           | kiesett           | 9.       |
| Zoran Primorac | Egyes       | erőnyerő          | erőnyerő          | El-sayed Lashin (EGY) · 6–11, 11–8, 10–12, 11–5, 12–10, 9–11, 8–11 | kiesett                                                             | kiesett                                                     | kiesett           | kiesett           | kiesett           | 33.      |

Női
| Versenyző       | Versenyszám | Selejtező         | 64-es főtábla                                  | 48-as főtábla                                        | 32-es főtábla     | Nyolcaddöntő      | Negyeddöntő       | Elődöntő          | Döntő             | Helyezés |
| Versenyző       | Versenyszám | Ellenfél Eredmény | Ellenfél Eredmény                              | Ellenfél Eredmény                                    | Ellenfél Eredmény | Ellenfél Eredmény | Ellenfél Eredmény | Ellenfél Eredmény | Ellenfél Eredmény | Helyezés |
| --------------- | ----------- | ----------------- | ---------------------------------------------- | ---------------------------------------------------- | ----------------- | ----------------- | ----------------- | ----------------- | ----------------- | -------- |
| Cornelia Molnar | Egyes       | erőnyerő          | Lily Zhang (USA) · 11–6, 11–8, 11–7, 11–5      | Kim Jong (PRK) · 9–11, 11–9, 6–11, 4–11, 8–11        | kiesett           | kiesett           | kiesett           | kiesett           | kiesett           | 33.      |
| Tian Yuan       | Egyes       | erőnyerő          | Berta Rodriguez (CHI) · 11–6, 11–6, 11–7, 11–7 | Póta Georgina (HUN) · 13–11, 4–11, 2–11, 10–12, 2–11 | kiesett           | kiesett           | kiesett           | kiesett           | kiesett           | 33.      |

## Atlétika
Férfi
| Versenyző          | Versenyszám   | Selejtező | Selejtező | Döntő    | Döntő    |
| Versenyző          | Versenyszám   | Eredmény  | Helyezés  | Eredmény | Helyezés |
| ------------------ | ------------- | --------- | --------- | -------- | -------- |
| Ivan Horvat        | Rúdugrás      | 535 cm    | 20.*      | kiesett  | kiesett  |
| Nedzad Mulabegović | Súlylökés     | 19,86 m   | 18.*      | kiesett  | kiesett  |
| Martin Marić       | Diszkoszvetés | 62,87 m   | 17.       | kiesett  | kiesett  |
| Roland Varga       | Diszkoszvetés | 58,17 m   | 36.       | kiesett  | kiesett  |
| Andraš Haklić      | Kalapácsvetés | 70,61 m   | 30.       | kiesett  | kiesett  |

Női
| Versenyző              | Versenyszám | Előfutam | Előfutam | Előfutam | Elődöntő | Elődöntő | Elődöntő | Döntő   | Döntő    |
| Versenyző              | Versenyszám | Idő      | Hely.    | Össz.    | Idő      | Hely.    | Össz.    | Idő     | Helyezés |
| ---------------------- | ----------- | -------- | -------- | -------- | -------- | -------- | -------- | ------- | -------- |
| Lisa Christina Stublić | Maraton     |          |          |          |          |          |          | 2:34:03 | 52.      |
| Nikolina Horvat        | 400 m gát   | 58,49    | 8.       | 37.      | kiesett  | kiesett  | kiesett  | kiesett | kiesett  |

| Versenyző       | Versenyszám   | Selejtező | Selejtező | Döntő    | Döntő    |
| Versenyző       | Versenyszám   | Eredmény  | Helyezés  | Eredmény | Helyezés |
| --------------- | ------------- | --------- | --------- | -------- | -------- |
| Ana Šimić       | Magasugrás    | 180 cm    | 29.**     | kiesett  | kiesett  |
| Sandra Perković | Diszkoszvetés | 65,74 m   | 3.        | 69,11 m  |          |

* - egy másik versenyzővel azonos eredményt ért el

** - négy másik versenyzővel azonos eredményt ért el

## Birkózás

### Férfi
Kötöttfogású
| Versenyző   | Versenyszám | Selejtező                    | Nyolcaddöntő                              | Negyeddöntő       | Elődöntő          | Vigaszág első kör | Vigaszág elődöntő                 | Bronz- mérkőzés   | Döntő             | Helyezés |
| Versenyző   | Versenyszám | Ellenfél Eredmény            | Ellenfél Eredmény                         | Ellenfél Eredmény | Ellenfél Eredmény | Ellenfél Eredmény | Ellenfél Eredmény                 | Ellenfél Eredmény | Ellenfél Eredmény | Helyezés |
| ----------- | ----------- | ---------------------------- | ----------------------------------------- | ----------------- | ----------------- | ----------------- | --------------------------------- | ----------------- | ----------------- | -------- |
| Neven Žugaj | 74 kg       | Islam Talba (EGY) · 1–0, 3–0 | Emin Əhmədov (AZE) · 0–4, 0–1             | kiesett           | kiesett           |                   |                                   |                   |                   | 10.      |
| Nenad Žugaj | 84 kg       | erőnyerő                     | Karam Gáber Ibráhím (EGY) · 0–2, 1–0, 0–1 |                   |                   |                   | Mélonin Noumonvi (FRA) · 0–1, 0–2 | kiesett           |                   | 14.      |

## Cselgáncs
Férfi
| Versenyző            | Versenyszám | Selejtező         | 32-es főtábla                                | Nyolcaddöntő      | Negyeddöntő       | Elődöntő          | Vigaszág elődöntő | Bronz- mérkőzés   | Döntő             | Helyezés |
| Versenyző            | Versenyszám | Ellenfél Eredmény | Ellenfél Eredmény                            | Ellenfél Eredmény | Ellenfél Eredmény | Ellenfél Eredmény | Ellenfél Eredmény | Ellenfél Eredmény | Ellenfél Eredmény | Helyezés |
| -------------------- | ----------- | ----------------- | -------------------------------------------- | ----------------- | ----------------- | ----------------- | ----------------- | ----------------- | ----------------- | -------- |
| Tomislav Marijanović | Váltósúly   | erőnyerő          | Avtandil Tchrikishvili (GEO) · 000(1)–010(0) | kiesett           | kiesett           | kiesett           |                   |                   |                   | 17.      |

Női
| Versenyző         | Versenyszám | Selejtező         | Nyolcaddöntő                     | Negyeddöntő       | Elődöntő          | Vigaszág elődöntő | Bronz- mérkőzés   | Döntő             | Helyezés |
| Versenyző         | Versenyszám | Ellenfél Eredmény | Ellenfél Eredmény                | Ellenfél Eredmény | Ellenfél Eredmény | Ellenfél Eredmény | Ellenfél Eredmény | Ellenfél Eredmény | Helyezés |
| ----------------- | ----------- | ----------------- | -------------------------------- | ----------------- | ----------------- | ----------------- | ----------------- | ----------------- | -------- |
| Marijana Mišković | Váltósúly   | erőnyerő          | Ueno Josie (JPN) · 000(0)–001(0) | kiesett           | kiesett           |                   |                   |                   | 9.       |

## Evezés
Férfi
| Versenyző                                               | Versenyszám   | Előfutam | Előfutam | Vigaszág | Vigaszág | Negyeddöntő | Negyeddöntő | Elődöntő | Elődöntő | Elődöntő | Döntő | Döntő   | Döntő | Helyezés |
| Versenyző                                               | Versenyszám   | Idő      | Hely.    | Idő      | Hely.    | Idő         | Hely.       | Típus    | Idő      | Hely.    | Típus | Idő     | Hely. | Helyezés |
| ------------------------------------------------------- | ------------- | -------- | -------- | -------- | -------- | ----------- | ----------- | -------- | -------- | -------- | ----- | ------- | ----- | -------- |
| Mario Vekić                                             | Egypárevezős  | 7:02,63  | 2.       |          |          | 7:05,78     | 4.          | C/D      | 7:33,51  | 1.       | C     | 7:27,60 | 3.    | 15.      |
| David Šain Martin Sinković Damir Martin Valent Sinković | Négypárevezős | 5:39,08  | 1.       |          |          |             |             | A/B      | 6:03,39  | 1.       | A     | 5:44,78 | 2.    |          |

## Kajak-kenu

### Szlalom
| Versenyző   | Versenyszám       | Selejtező | Selejtező | Selejtező | Selejtező | Selejtező     | Selejtező     | Elődöntő | Elődöntő | Döntő   | Döntő    |
| Versenyző   | Versenyszám       | 1. futam  | 1. futam  | 2. futam  | 2. futam  | Jobb eredmény | Jobb eredmény | Elődöntő | Elődöntő | Döntő   | Döntő    |
| Versenyző   | Versenyszám       | Pont      | Hely.     | Pont      | Hely.     | Pont          | Hely.         | Pont     | Hely.    | Pont    | Helyezés |
| ----------- | ----------------- | --------- | --------- | --------- | --------- | ------------- | ------------- | -------- | -------- | ------- | -------- |
| Dinko Mulić | Férfi kajak egyes | 293,58    | 22.       | 143,28    | 20.       | 143,28        | 22.           | kiesett  | kiesett  | kiesett | kiesett  |

## Kerékpározás

### Országúti kerékpározás
Férfi
| Versenyző         | Versenyszám   | Idő             | Helyezés |
| ----------------- | ------------- | --------------- | -------- |
| Radoslav Rogina   | Mezőnyverseny | 5:46:37 (+0:40) | 41.      |
| Kristijan Đurasek | Mezőnyverseny | 5:46:37 (+0:40) | 68.      |

## Kézilabda

### Férfi
| Horvát férfi kézilabdacsapat-játékoskeret                                                                                | Horvát férfi kézilabdacsapat-játékoskeret                                                                        |
| --- | --- |
| - Marko Kopljar - Mirko Alilović - Venio Losert - Manuel Štrlek - Ivan Ninčević - Ivan Čupić - Zlatko Horvat - Igor Vori | - Ivano Balić - Blaženko Lacković - Domagoj Duvnjak - Damir Bičanić - Drago Vuković - Jakov Gojun - Denis Buntić |

#### Eredmények
Csoportkör
B csoport
| Csapat              | M | Gy | D | V | G+  | G–  | Gk  | P  |
| ------------------- | - | -- | - | - | --- | --- | --- | -- |
| Horvátország (CRO)  | 5 | 5  | 0 | 0 | 150 | 109 | +41 | 10 |
| Dánia (DEN)         | 5 | 4  | 0 | 1 | 124 | 129 | −5  | 8  |
| Spanyolország (ESP) | 5 | 3  | 0 | 2 | 140 | 126 | +14 | 6  |
| Magyarország (HUN)  | 5 | 2  | 0 | 3 | 114 | 128 | −14 | 4  |
| Szerbia (SRB)       | 5 | 1  | 0 | 4 | 120 | 131 | −11 | 2  |
| Dél-Korea (KOR)     | 5 | 0  | 0 | 5 | 115 | 140 | −25 | 0  |

| 2012. július 29. 11:15 (12:15) | Horvátország (CRO) | 31–21       | Dél-Korea (KOR) | Copper Box, London Nézőszám: 4068 Játékvezetők: Marina, Minore (ARG) |
| 2012. július 29. 11:15 (12:15) | Čupić 8            | (14–8)      | Csong Ikjong 5  | Copper Box, London Nézőszám: 4068 Játékvezetők: Marina, Minore (ARG) |
| 2012. július 29. 11:15 (12:15) | 4× 1×              | Jegyzőkönyv | 6× 2×           | Copper Box, London Nézőszám: 4068 Játékvezetők: Marina, Minore (ARG) |

| 2012. július 31. 16:15 (17:15) | Szerbia (SRB) | 23–31       | Horvátország (CRO) | Copper Box, London Nézőszám: 4827 Játékvezetők: Horáček, Novotný (CZE) |
| 2012. július 31. 16:15 (17:15) | Vujin 6       | (9–13)      | Čupić 8            | Copper Box, London Nézőszám: 4827 Játékvezetők: Horáček, Novotný (CZE) |
| 2012. július 31. 16:15 (17:15) | 3× 4×         | Jegyzőkönyv | 4× 3×              | Copper Box, London Nézőszám: 4827 Játékvezetők: Horáček, Novotný (CZE) |

| 2012. augusztus 2. 14:30 (15:30) | Horvátország (CRO) | 26–19       | Magyarország (HUN) | Copper Box, London Nézőszám: 4950 Játékvezetők: Abrahamsen, Kristiansen (NOR) |
| 2012. augusztus 2. 14:30 (15:30) | Čupić 7            | (11–9)      | Császár, Nagy 4    | Copper Box, London Nézőszám: 4950 Játékvezetők: Abrahamsen, Kristiansen (NOR) |
| 2012. augusztus 2. 14:30 (15:30) | 6× 3×              | Jegyzőkönyv | 2× 3×              | Copper Box, London Nézőszám: 4950 Játékvezetők: Abrahamsen, Kristiansen (NOR) |

| 2012. augusztus 4. 16:15 (17:15) | Horvátország (CRO) | 32–21       | Dánia (DEN)        | Copper Box, London Nézőszám: 4800 Játékvezetők: Lazaar, Reveret (FRA) |
| 2012. augusztus 4. 16:15 (17:15) | három játékos 5    | (14–9)      | Eggert, Lindberg 5 | Copper Box, London Nézőszám: 4800 Játékvezetők: Lazaar, Reveret (FRA) |
| 2012. augusztus 4. 16:15 (17:15) | 2× 3×              | Jegyzőkönyv | 3× 3×              | Copper Box, London Nézőszám: 4800 Játékvezetők: Lazaar, Reveret (FRA) |

| 2012. augusztus 6. 19:30 (20:30) | Spanyolország (ESP) | 25–30       | Horvátország (CRO) | Copper Box, London Nézőszám: 4856 Játékvezetők: Geipel, Helbig (GER) |
| 2012. augusztus 6. 19:30 (20:30) | Entrerríos, Tomás 5 | (10–11)     | Čupić, Lacković 7  | Copper Box, London Nézőszám: 4856 Játékvezetők: Geipel, Helbig (GER) |
| 2012. augusztus 6. 19:30 (20:30) | 3× 3×               | Jegyzőkönyv | 2× 4×              | Copper Box, London Nézőszám: 4856 Játékvezetők: Geipel, Helbig (GER) |

Negyeddöntő
| 2012. augusztus 8. 21:30 (22:30) | Horvátország (CRO) | 25–23       | Tunézia (TUN)      | Basketball Arena, London Nézőszám: 9578 Játékvezetők: Marina, Minore (ARG) |
| 2012. augusztus 8. 21:30 (22:30) | Čupić 8            | (11–12)     | Jallouz, Alouini 4 | Basketball Arena, London Nézőszám: 9578 Játékvezetők: Marina, Minore (ARG) |
| 2012. augusztus 8. 21:30 (22:30) | 3× 2×              | Jegyzőkönyv | 5× 4× 1×           | Basketball Arena, London Nézőszám: 9578 Játékvezetők: Marina, Minore (ARG) |

Elődöntő
| 2012. augusztus 10. 20:30 (21:30) | Franciaország (FRA) | 25–22       | Horvátország (CRO) | Basketball Arena, London Nézőszám: 9849 Játékvezetők: Abrahamsen, Kristiansen (NOR) |
| 2012. augusztus 10. 20:30 (21:30) | három játékos 4     | (12–10)     | Horvat 6           | Basketball Arena, London Nézőszám: 9849 Játékvezetők: Abrahamsen, Kristiansen (NOR) |
| 2012. augusztus 10. 20:30 (21:30) | 2× 4×               | Jegyzőkönyv | 2× 4×              | Basketball Arena, London Nézőszám: 9849 Játékvezetők: Abrahamsen, Kristiansen (NOR) |

Bronzmérkőzés
| 2012. augusztus 12. 11:00 (12:00) | Magyarország (HUN) | 26–33       | Horvátország (CRO) | Basketball Arena, London Nézőszám: 9263 Játékvezetők: Horáček, Novotný (CZE) |
| 2012. augusztus 12. 11:00 (12:00) | Harsányi 7         | (14–19)     | Čupić 8            | Basketball Arena, London Nézőszám: 9263 Játékvezetők: Horáček, Novotný (CZE) |
| 2012. augusztus 12. 11:00 (12:00) | 4× 4×              | Jegyzőkönyv | 3× 3×              | Basketball Arena, London Nézőszám: 9263 Játékvezetők: Horáček, Novotný (CZE) |

| Csapat             | Helyezés |
| ------------------ | -------- |
| Horvátország (CRO) |          |

### Női
| Horvát női kézilabdacsapat-játékoskeret                                                                                  | Horvát női kézilabdacsapat-játékoskeret                                                                              |
| --- | --- |
| - Jelena Grubišić - Ivana Jelčić - Miranda Tatari - Dijana Jovetić - Andrea Šerić - Anita Gaće - Nikica Pušić Koroljević | - Lidija Horvat - Kristina Franić - Andrea Penezić - Ivana Lovrić - Maja Zebić - Vesna Milanović Litre - Sonja Bašić |

#### Eredmények
Csoportkör
A csoport
| Csapat               | M | Gy | D | V | G+  | G–  | Gk  | P |
| -------------------- | - | -- | - | - | --- | --- | --- | - |
| Brazília (BRA)       | 5 | 4  | 0 | 1 | 137 | 122 | +15 | 8 |
| Horvátország (CRO)   | 5 | 4  | 0 | 1 | 145 | 115 | +30 | 8 |
| Oroszország (RUS)    | 5 | 3  | 1 | 1 | 151 | 125 | +26 | 7 |
| Montenegró (MNE)     | 5 | 2  | 1 | 2 | 137 | 123 | +14 | 5 |
| Angola (ANG)         | 5 | 1  | 0 | 4 | 132 | 142 | −10 | 2 |
| Nagy-Britannia (GBR) | 5 | 0  | 0 | 5 | 91  | 166 | −75 | 0 |

| 2012. július 28. 14:30 (15:30) | Horvátország (CRO) | 23–24       | Brazília (BRA)       | Copper Box, London Nézőszám: 3942 Játékvezetők: C. Bonaventura, J. Bonaventura (FRA) |
| 2012. július 28. 14:30 (15:30) | Jovetić 6          | (10–9)      | Nascimento, Amorim 5 | Copper Box, London Nézőszám: 3942 Játékvezetők: C. Bonaventura, J. Bonaventura (FRA) |
| 2012. július 28. 14:30 (15:30) | 4× 3×              | Jegyzőkönyv | 6× 3× 1×             | Copper Box, London Nézőszám: 3942 Játékvezetők: C. Bonaventura, J. Bonaventura (FRA) |

| 2012. július 30. 9:30 (10:30) | Angola (ANG)       | 23–28       | Horvátország (CRO) | Copper Box, London Nézőszám: 3892 Játékvezetők: Al-Nuaimi, Omar (UAE) |
| 2012. július 30. 9:30 (10:30) | Guialo, M. Kiala 5 | (11–13)     | Zebić 9            | Copper Box, London Nézőszám: 3892 Játékvezetők: Al-Nuaimi, Omar (UAE) |
| 2012. július 30. 9:30 (10:30) | 4× 2×              | Jegyzőkönyv | 2× 3×              | Copper Box, London Nézőszám: 3892 Játékvezetők: Al-Nuaimi, Omar (UAE) |

| 2012. augusztus 1. 21:15 (22:15) | Oroszország (RUS) | 28–30       | Horvátország (CRO) | Copper Box, London Nézőszám: 4098 Játékvezetők: Marina, Minore (ARG) |
| 2012. augusztus 1. 21:15 (22:15) | Turej 6           | (15–15)     | Penezić 10         | Copper Box, London Nézőszám: 4098 Játékvezetők: Marina, Minore (ARG) |
| 2012. augusztus 1. 21:15 (22:15) | 5× 3×             | Jegyzőkönyv | 6× 3×              | Copper Box, London Nézőszám: 4098 Játékvezetők: Marina, Minore (ARG) |

| 2012. augusztus 3. 14:30 (15:30) | Horvátország (CRO) | 27–26       | Montenegró (MNE) | Copper Box, London Nézőszám: 4541 Játékvezetők: Lopez, Sabroso (ESP) |
| 2012. augusztus 3. 14:30 (15:30) | Penezić 9          | (12–12)     | Popović 10       | Copper Box, London Nézőszám: 4541 Játékvezetők: Lopez, Sabroso (ESP) |
| 2012. augusztus 3. 14:30 (15:30) | 5× 3×              | Jegyzőkönyv | 4× 2×            | Copper Box, London Nézőszám: 4541 Játékvezetők: Lopez, Sabroso (ESP) |

| 2012. augusztus 5. 16:15 (17:15) | Horvátország (CRO) | 37–14       | Nagy-Britannia (GBR) | Copper Box, London Nézőszám: 4792 Játékvezetők: Marina, Minore (ARG) |
| 2012. augusztus 5. 16:15 (17:15) | három játékos 5    | (17–6)      | Fairbrother 3        | Copper Box, London Nézőszám: 4792 Játékvezetők: Marina, Minore (ARG) |
| 2012. augusztus 5. 16:15 (17:15) | 3× 3×              | Jegyzőkönyv | 4× 3×                | Copper Box, London Nézőszám: 4792 Játékvezetők: Marina, Minore (ARG) |

Negyeddöntő
| 2012. augusztus 7. 13:30 (14:30) | Spanyolország (ESP) | 25–22       | Horvátország (CRO) | Copper Box, London Nézőszám: 4553 Játékvezetők: Horáček, Novotný (CZE) |
| 2012. augusztus 7. 13:30 (14:30) | Pinedo 7            | (13–12)     | Tatari 5           | Copper Box, London Nézőszám: 4553 Játékvezetők: Horáček, Novotný (CZE) |
| 2012. augusztus 7. 13:30 (14:30) | 3× 3×               | Jegyzőkönyv | 6× 3×              | Copper Box, London Nézőszám: 4553 Játékvezetők: Horáček, Novotný (CZE) |

| Csapat             | Helyezés |
| ------------------ | -------- |
| Horvátország (CRO) | 7.       |

## Kosárlabda

### Női
| Horvát női kosárlabdacsapat-játékoskeret                                                                 | Horvát női kosárlabdacsapat-játékoskeret                                                |
| --- | --------------------------------------------------------------------------------------- |
| - Sandra Mandir - Andja Jelavić - Antonija Mišura - Lisa Ann Karčić - Emanuela Salopek - Marija Vrsaljko | - Iva Ciglar - Ana Lelas - Iva Slišković - Mirna Mazić - Luca Ivanković - Jelena Ivezić |

#### Eredmények
Csoportkör
A csoport
| Csapat                 | M | Gy | V | P+  | P–  | Pk   | PA    | P  |
| ---------------------- | - | -- | - | --- | --- | ---- | ----- | -- |
| Egyesült Államok (USA) | 5 | 5  | 0 | 462 | 279 | +183 | 1,656 | 10 |
| Törökország (TUR)      | 5 | 4  | 1 | 343 | 316 | +27  | 1,085 | 9  |
| Kína (CHN)             | 5 | 3  | 2 | 346 | 363 | −17  | 0,953 | 8  |
| Csehország (CZE)       | 5 | 2  | 3 | 346 | 332 | +14  | 1,042 | 7  |
| Horvátország (CRO)     | 5 | 1  | 4 | 324 | 379 | −55  | 0,855 | 6  |
| Angola (ANG)           | 5 | 0  | 5 | 243 | 395 | −152 | 0,615 | 5  |

| 2012. július 28. 16:45 (17:45) | Egyesült Államok (USA)                 | 81–56     | Horvátország (CRO) | Basketball Arena, London Játékvezetők: Juan Arteaga (ESP), Oļegs Latiševs (LAT), Snehal Bendke (IND) |
| 2012. július 28. 16:45 (17:45) | (11–4, 20–24, 22–19, 28–9) Jegyzőkönyv |           |                    | Basketball Arena, London Játékvezetők: Juan Arteaga (ESP), Oļegs Latiševs (LAT), Snehal Bendke (IND) |
| 2012. július 28. 16:45 (17:45) | Charles 14                             | Pont      | Ivezić 22          | Basketball Arena, London Játékvezetők: Juan Arteaga (ESP), Oļegs Latiševs (LAT), Snehal Bendke (IND) |
| 2012. július 28. 16:45 (17:45) | Parker 13                              | Lepattanó | Ivanković 7        | Basketball Arena, London Játékvezetők: Juan Arteaga (ESP), Oļegs Latiševs (LAT), Snehal Bendke (IND) |
| 2012. július 28. 16:45 (17:45) | Bird 5                                 | Gólpassz  | Lelas 5            | Basketball Arena, London Játékvezetők: Juan Arteaga (ESP), Oļegs Latiševs (LAT), Snehal Bendke (IND) |

| 2012. július 30. 9:00 (10:00) | Horvátország (CRO)                       | 58–83     | Kína (CHN)      | Basketball Arena, London Játékvezetők: Michael Aylen (AUS), Elena Chernova (RUS), Felicia Grinter (USA) |
| 2012. július 30. 9:00 (10:00) | (21–24, 10–15, 14–25, 13–19) Jegyzőkönyv |           |                 | Basketball Arena, London Játékvezetők: Michael Aylen (AUS), Elena Chernova (RUS), Felicia Grinter (USA) |
| 2012. július 30. 9:00 (10:00) | Mandir 22                                | Pont      | Csen Nan 28     | Basketball Arena, London Játékvezetők: Michael Aylen (AUS), Elena Chernova (RUS), Felicia Grinter (USA) |
| 2012. július 30. 9:00 (10:00) | Ivezić 6                                 | Lepattanó | Csen Nan 10     | Basketball Arena, London Játékvezetők: Michael Aylen (AUS), Elena Chernova (RUS), Felicia Grinter (USA) |
| 2012. július 30. 9:00 (10:00) | Jelavić, Lelas 4                         | Gólpassz  | Miao Li-csie 10 | Basketball Arena, London Játékvezetők: Michael Aylen (AUS), Elena Chernova (RUS), Felicia Grinter (USA) |

| 2012. augusztus 1. 20:00 (21:00) | Horvátország (CRO)                       | 70–89     | Csehország (CZE) | Basketball Arena, London Játékvezetők: Cristiano Maranho (BRA), Guerrino Cerebuch (ITA), Carole Delauné (FRA) |
| 2012. augusztus 1. 20:00 (21:00) | (19–22, 20–23, 21–12, 10–32) Jegyzőkönyv |           |                  | Basketball Arena, London Játékvezetők: Cristiano Maranho (BRA), Guerrino Cerebuch (ITA), Carole Delauné (FRA) |
| 2012. augusztus 1. 20:00 (21:00) | Mandir 20                                | Pont      | Elhotová 20      | Basketball Arena, London Játékvezetők: Cristiano Maranho (BRA), Guerrino Cerebuch (ITA), Carole Delauné (FRA) |
| 2012. augusztus 1. 20:00 (21:00) | Mandir 6                                 | Lepattanó | Horáková 10      | Basketball Arena, London Játékvezetők: Cristiano Maranho (BRA), Guerrino Cerebuch (ITA), Carole Delauné (FRA) |
| 2012. augusztus 1. 20:00 (21:00) | Mandir 3                                 | Gólpassz  | Veselá 7         | Basketball Arena, London Játékvezetők: Cristiano Maranho (BRA), Guerrino Cerebuch (ITA), Carole Delauné (FRA) |

| 2012. augusztus 3. 9:00 (10:00) | Angola (ANG)                             | 56–75     | Horvátország (CRO) | Basketball Arena, London Játékvezetők: Stephen Seibel (CAN), Szuguro Sóko (JPN), Peng Ling (CHN) |
| 2012. augusztus 3. 9:00 (10:00) | (18–24, 14–17, 11–18, 13–16) Jegyzőkönyv |           |                    | Basketball Arena, London Játékvezetők: Stephen Seibel (CAN), Szuguro Sóko (JPN), Peng Ling (CHN) |
| 2012. augusztus 3. 9:00 (10:00) | Tomas 15                                 | Pont      | Lelas 23           | Basketball Arena, London Játékvezetők: Stephen Seibel (CAN), Szuguro Sóko (JPN), Peng Ling (CHN) |
| 2012. augusztus 3. 9:00 (10:00) | Mauricio, Tomas 8                        | Lepattanó | Ivanković 7        | Basketball Arena, London Játékvezetők: Stephen Seibel (CAN), Szuguro Sóko (JPN), Peng Ling (CHN) |
| 2012. augusztus 3. 9:00 (10:00) | Mauricio 4                               | Gólpassz  | Mandir 5           | Basketball Arena, London Játékvezetők: Stephen Seibel (CAN), Szuguro Sóko (JPN), Peng Ling (CHN) |

| 2012. augusztus 5. 20:00 (21:00) | Horvátország (CRO)                      | 65–70     | Törökország (TUR)    | Basketball Arena, London Játékvezetők: Jorge Vázquez (PUR), Marcos Benito (BRA), Elena Chernova (RUS) |
| 2012. augusztus 5. 20:00 (21:00) | (24–18, 7–15, 13–25, 21–12) Jegyzőkönyv |           |                      | Basketball Arena, London Játékvezetők: Jorge Vázquez (PUR), Marcos Benito (BRA), Elena Chernova (RUS) |
| 2012. augusztus 5. 20:00 (21:00) | Lelas 14                                | Pont      | Hollingsworth 14     | Basketball Arena, London Játékvezetők: Jorge Vázquez (PUR), Marcos Benito (BRA), Elena Chernova (RUS) |
| 2012. augusztus 5. 20:00 (21:00) | Lelas, Mandir 6                         | Lepattanó | Yilmaz 9             | Basketball Arena, London Játékvezetők: Jorge Vázquez (PUR), Marcos Benito (BRA), Elena Chernova (RUS) |
| 2012. augusztus 5. 20:00 (21:00) | Lelas 5                                 | Gólpassz  | Tuncluer, Vardarli 5 | Basketball Arena, London Játékvezetők: Jorge Vázquez (PUR), Marcos Benito (BRA), Elena Chernova (RUS) |

| Csapat             | Helyezés |
| ------------------ | -------- |
| Horvátország (CRO) | 10.      |

## Sportlövészet
Férfi
| Versenyző           | Versenyszám           | Selejtező | Selejtező | Döntő   | Döntő    |
| Versenyző           | Versenyszám           | Pont      | Helyezés  | Pont    | Helyezés |
| ------------------- | --------------------- | --------- | --------- | ------- | -------- |
| Petar Gorša         | Légpuska              | 586       | 43.       | kiesett | kiesett  |
| Bojan Đurković      | Légpuska              | 590       | 36.       | kiesett | kiesett  |
| Bojan Đurković      | Sportpuska, fekvő     | 595       | 8.*       | 698,0   | 7.       |
| Bojan Đurković      | Sportpuska, összetett | 1152      | 35.       | kiesett | kiesett  |
| Giovanni Cernogoraz | Trap                  | 122       | 6.        | 146     | **       |
| Anton Glasnović     | Trap                  | 122       | 5.        | 143     | 6.       |
| Anton Glasnović     | Dupla trap            | 114       | 23.       | kiesett | kiesett  |

Női
| Versenyző       | Versenyszám           | Selejtező | Selejtező | Döntő   | Döntő    |
| Versenyző       | Versenyszám           | Pont      | Helyezés  | Pont    | Helyezés |
| --------------- | --------------------- | --------- | --------- | ------- | -------- |
| Snježana Pejčić | Légpuska              | 395       | 18.       | kiesett | kiesett  |
| Snježana Pejčić | Sportpuska, összetett | 584       | 6.        | 681,9   | 5.       |

* - nyolc másik versenyzővel azonos eredményt ért el, szétlövés után 51,6 ponttal az ötödik helyen végzett.

** - egy másik versenyzővel azonos eredményt ért el, szétlövés után 6 ponttal az 1. helyen végzett, így aranyérmes lett.

## Taekwondo
Női
| Versenyző        | Versenyszám | Nyolcaddöntő              | Negyeddöntő                       | Elődöntő               | Vigaszág elődöntő | Bronz- mérkőzés                   | Döntő             | Helyezés |
| Versenyző        | Versenyszám | Ellenfél Eredmény         | Ellenfél Eredmény                 | Ellenfél Eredmény      | Ellenfél Eredmény | Ellenfél Eredmény                 | Ellenfél Eredmény | Helyezés |
| ---------------- | ----------- | ------------------------- | --------------------------------- | ---------------------- | ----------------- | --------------------------------- | ----------------- | -------- |
| Lucija Zaninović | Légsúly     | Seulki Kang (CAF) · 14–0  | Carola Malvina López (ARG) · 13–4 | Wu Jingyu (CHN) · 7–19 |                   | Jannet Alegría (MEX) · 1–0 (h.h.) |                   |          |
| Ana Zaninović    | Pehelysúly  | Hamada Maju (JPN) · 11–14 | kiesett                           | kiesett                |                   |                                   |                   | 11.      |

## Tenisz
Férfi
| Versenyző              | Versenyszám | 64-es főtábla                          | 32-es főtábla                                                       | Nyolcaddöntő                                                     | Negyeddöntő                                                     | Elődöntő          | Bronz- mérkőzés   | Döntő             | Helyezés |
| Versenyző              | Versenyszám | Ellenfél Eredmény                      | Ellenfél Eredmény                                                   | Ellenfél Eredmény                                                | Ellenfél Eredmény                                               | Ellenfél Eredmény | Ellenfél Eredmény | Ellenfél Eredmény | Helyezés |
| ---------------------- | ----------- | -------------------------------------- | ------------------------------------------------------------------- | ---------------------------------------------------------------- | --------------------------------------------------------------- | ----------------- | ----------------- | ----------------- | -------- |
| Marin Čilić            | Egyes       | Jürgen Melzer (AUT) · 7–6(6–5), 6–2    | Lleyton Hewitt (AUS) · 4–6, 5–7                                     | kiesett                                                          | kiesett                                                         | kiesett           | kiesett           | kiesett           | 17.      |
| Ivan Dodig             | Egyes       | Juan Martín del Potro (ARG) · 4–6, 1–6 | kiesett                                                             | kiesett                                                          | kiesett                                                         | kiesett           | kiesett           | kiesett           | 33.      |
| Marin Čilić Ivan Dodig | Páros       |                                        | Kolumbia (COL) · Juan Sebastián Cabal · Santiago Giraldo · 6–3, 6–4 | Svédország (SWE) · Johan Brunström · Robert Lindstedt · 6–3, 6–2 | Spanyolország (ESP) · David Ferrer · Feliciano López · 4–6, 4–6 | kiesett           | kiesett           | kiesett           | 9.       |

## Torna
Férfi
| Versenyző | Versenyszám | Selejtező | Selejtező | Döntő    | Döntő    |
| Versenyző | Versenyszám | Pontszám  | Helyezés  | Pontszám | Helyezés |
| --------- | ----------- | --------- | --------- | -------- | -------- |
| Filip Ude | Lólengés    | 13,933    | 32.       | kiesett  | kiesett  |

Női
| Versenyző  | Versenyszám      | Selejtező | Selejtező | Döntő    | Döntő    |
| Versenyző  | Versenyszám      | Pontszám  | Helyezés  | Pontszám | Helyezés |
| ---------- | ---------------- | --------- | --------- | -------- | -------- |
| Tina Erceg | Talaj            | 13,466    | 41.       | kiesett  | kiesett  |
| Tina Erceg | Ugrás            | 13,516    | 14.       | kiesett  | kiesett  |
| Tina Erceg | Felemás korlát   | 12,833    | 58.       | kiesett  | kiesett  |
| Tina Erceg | Gerenda          | 12,266    | 60.       | kiesett  | kiesett  |
| Tina Erceg | Egyéni összetett | 52,065    | 40.       | kiesett  | kiesett  |

## Úszás
Férfi
| Versenyző       | Versenyszám | Előfutam | Előfutam | Előfutam | Elődöntő | Elődöntő | Elődöntő | Döntő   | Döntő    |
| Versenyző       | Versenyszám | Idő      | Hely.    | Össz.    | Idő      | Hely.    | Össz.    | Idő     | Helyezés |
| --------------- | ----------- | -------- | -------- | -------- | -------- | -------- | -------- | ------- | -------- |
| Mario Todorović | 50 m gyors  | 22,75    | 4.       | 28.      | kiesett  | kiesett  | kiesett  | kiesett | kiesett  |

Női
| Versenyző          | Versenyszám      | Előfutam | Előfutam | Előfutam | Elődöntő | Elődöntő | Elődöntő | Döntő     | Döntő    |
| Versenyző          | Versenyszám      | Idő      | Hely.    | Össz.    | Idő      | Hely.    | Össz.    | Idő       | Helyezés |
| ------------------ | ---------------- | -------- | -------- | -------- | -------- | -------- | -------- | --------- | -------- |
| Sanja Jovanović    | 100 m hát        | 1:03,38  | 5.       | 36.      | kiesett  | kiesett  | kiesett  | kiesett   | kiesett  |
| Kim Daniela Pavlin | 200 m hát        | 2:15,67  | 6.       | 33.      | kiesett  | kiesett  | kiesett  | kiesett   | kiesett  |
| Kim Daniela Pavlin | 200 m vegyes     | 2:17,17  | 7.       | 30.      | kiesett  | kiesett  | kiesett  | kiesett   | kiesett  |
| Karla Šitić        | 10 km nyílt vízi |          |          |          |          |          |          | 1:58:54,7 | 12.      |

## Vitorlázás
Férfi
| Versenyző                        | Versenyszám        | Futam | Futam | Futam | Futam | Futam | Futam | Futam | Futam | Futam | Futam | Futam | Futam | Futam | Futam | Futam | Futam   | Pontszám | Helyezés |
| Versenyző                        | Versenyszám        | 1     | 2     | 3     | 4     | 5     | 6     | 7     | 8     | 9     | 10    | 11    | 12    | 13    | 14    | 15    | É       | Pontszám | Helyezés |
| -------------------------------- | ------------------ | ----- | ----- | ----- | ----- | ----- | ----- | ----- | ----- | ----- | ----- | ----- | ----- | ----- | ----- | ----- | ------- | -------- | -------- |
| Luka Mratović                    | Szörfvitorlázás    | 24    | 19    | 26    | 20    | 22    | 11    | 14    | 16    | 18    | (36)  |       |       |       |       |       | kiesett | 170      | 21.      |
| Tonči Stipanović                 | Laser              | 5     | 6     | (20)  | 4     | 3     | 1     | 8     | 13    | 6     | 15    |       |       |       |       |       | 16      | 77       | 4.       |
| Ivan Kljaković Gašpić            | Finn dingi         | 3     | 3     | 7     | 9     | 5     | 6     | 3     | 7     | 4     | (10)  |       |       |       |       |       | 8       | 55       | 5.       |
| Šime Fantela Igor Marenić        | 470-es osztály     | (28*) | 13    | 9     | 10    | 8     | 5     | 15    | 1     | 2     | 22    |       |       |       |       |       | 2       | 87       | 6.       |
| Petar Cupać Pavle Kostov         | Könnyű 49-es dingi | 13    | 17    | 8     | 15    | 13    | 14    | 17    | 4     | (19)  | 15    | 17    | 3     | 14    | 12    | 19    | kiesett | 181      | 17.      |
| Dan Lovrović Marin Lovrović, Jr. | Csillaghajó        | 8     | 12    | (16)  | 15    | 14    | 13    | 14    | 15    | 12    | 15    |       |       |       |       |       | kiesett | 116      | 16.      |

Női
| Versenyző                  | Versenyszám    | Futam | Futam | Futam | Futam | Futam | Futam | Futam | Futam | Futam | Futam | Futam   | Pontszám | Helyezés |
| Versenyző                  | Versenyszám    | 1     | 2     | 3     | 4     | 5     | 6     | 7     | 8     | 9     | 10    | É       | Pontszám | Helyezés |
| -------------------------- | -------------- | ----- | ----- | ----- | ----- | ----- | ----- | ----- | ----- | ----- | ----- | ------- | -------- | -------- |
| Tina Mihelić               | Laser radial   | 14    | 12    | 22    | (25)  | 17    | 25    | 14    | 13    | 14    | 17    | kiesett | 148      | 17.      |
| Enia Ninčević Romana Župan | 470-es osztály | 4     | 16    | 13    | 11    | (20)  | 11    | 8     | 20    | 19    | 14    | kiesett | 115      | 17.      |

* - kizárták

## Vívás
Férfi
| Versenyző       | Versenyszám | Selejtező                  | 32-es főtábla     | Nyolcaddöntő      | Negyeddöntő       | Elődöntő          | Bronz- mérkőzés   | Döntő             | Helyezés |
| Versenyző       | Versenyszám | Ellenfél Eredmény          | Ellenfél Eredmény | Ellenfél Eredmény | Ellenfél Eredmény | Ellenfél Eredmény | Ellenfél Eredmény | Ellenfél Eredmény | Helyezés |
| --------------- | ----------- | -------------------------- | ----------------- | ----------------- | ----------------- | ----------------- | ----------------- | ----------------- | -------- |
| Bojan Jovanović | Tőr, egyéni | Daniel Gomez (MEX) · 14–15 | kiesett           | kiesett           | kiesett           | kiesett           | kiesett           | kiesett           | 36.      |

## Vízilabda

### Férfi
| Horvát férfi vízilabdacsapat-játékoskeret                                                                 | Horvát férfi vízilabdacsapat-játékoskeret                                                |
| --- | ---------------------------------------------------------------------------------------- |
| - Josip Pavić - Damir Burić - Miho Bošković - Nikša Dobud - Maro Joković - Ivan Buljubašić - Petar Muslim | - Andro Bušlje - Sandro Sukno - Samir Barač - Igor Hinić - Paulo Obradović - Frano Vićan |

#### Eredmények
Csoportkör
A csoport
| Csapat              | M | Gy | D | V | G+ | G– | Gk  | P  |
| ------------------- | - | -- | - | - | -- | -- | --- | -- |
| Horvátország (CRO)  | 5 | 5  | 0 | 0 | 50 | 29 | +21 | 10 |
| Olaszország (ITA)   | 5 | 3  | 1 | 1 | 40 | 36 | +4  | 7  |
| Spanyolország (ESP) | 5 | 3  | 0 | 2 | 52 | 42 | +10 | 6  |
| Ausztrália (AUS)    | 5 | 2  | 0 | 3 | 40 | 44 | −4  | 4  |
| Görögország (GRE)   | 5 | 1  | 1 | 3 | 41 | 43 | −2  | 3  |
| Kazahsztán (KAZ)    | 5 | 0  | 0 | 5 | 24 | 53 | −29 | 0  |

| 2012. július 29. 10:00 (11:00) | Görögország (GRE)     | 6–8         | Horvátország (CRO) | Water Polo Arena, London Játékvezetők: Adrian Alexandrescu (ROU), Juhász György (HUN) |
| 2012. július 29. 10:00 (11:00) | (2–1, 1–2, 2–2, 1–3)  |             |                    | Water Polo Arena, London Játékvezetők: Adrian Alexandrescu (ROU), Juhász György (HUN) |
| 2012. július 29. 10:00 (11:00) | Fundúlisz, Muríkisz 2 | Jegyzőkönyv | három játékos 2    | Water Polo Arena, London Játékvezetők: Adrian Alexandrescu (ROU), Juhász György (HUN) |

| 2012. július 31. 15:30 (16:30) | Horvátország (CRO)   | 8–7         | Spanyolország (ESP) | Water Polo Arena, London Játékvezetők: Boris Margeta (SLO), Radoslaw Koryzna (POL) |
| 2012. július 31. 15:30 (16:30) | (2–1, 3–2, 2–4, 1–0) |             |                     | Water Polo Arena, London Játékvezetők: Boris Margeta (SLO), Radoslaw Koryzna (POL) |
| 2012. július 31. 15:30 (16:30) | Sukno, Dobud 2       | Jegyzőkönyv | Español 4           | Water Polo Arena, London Játékvezetők: Boris Margeta (SLO), Radoslaw Koryzna (POL) |

| 2012. augusztus 2. 19:40 (20:40) | Olaszország (ITA)    | 6–11        | Horvátország (CRO) | Water Polo Arena, London Játékvezetők: Juhász György (HUN), Adrian Alexandrescu (ROU) |
| 2012. augusztus 2. 19:40 (20:40) | (3–4, 1–1, 1–3, 1–3) |             |                    | Water Polo Arena, London Játékvezetők: Juhász György (HUN), Adrian Alexandrescu (ROU) |
| 2012. augusztus 2. 19:40 (20:40) | Figlioli, Gallo 2    | Jegyzőkönyv | Bošković, Sukno 3  | Water Polo Arena, London Játékvezetők: Juhász György (HUN), Adrian Alexandrescu (ROU) |

| 2012. augusztus 4. 11:20 (12:20) | Horvátország (CRO)   | 11–6        | Ausztrália (AUS) | Water Polo Arena, London Játékvezetők: Ulrich Spiegel (GER), Juhász György (HUN) |
| 2012. augusztus 4. 11:20 (12:20) | (2–1, 3–1, 3–2, 3–2) |             |                  | Water Polo Arena, London Játékvezetők: Ulrich Spiegel (GER), Juhász György (HUN) |
| 2012. augusztus 4. 11:20 (12:20) | Joković 3            | Jegyzőkönyv | Whalan 3         | Water Polo Arena, London Játékvezetők: Ulrich Spiegel (GER), Juhász György (HUN) |

| 2012. augusztus 6. 10:00 (11:00) | Kazahsztán (KAZ)     | 4–12        | Horvátország (CRO) | Water Polo Arena, London Játékvezetők: German Moller (ARG), Brian Littlejohn (GBR) |
| 2012. augusztus 6. 10:00 (11:00) | (0–4, 1–1, 2–4, 1–3) |             |                    | Water Polo Arena, London Játékvezetők: German Moller (ARG), Brian Littlejohn (GBR) |
| 2012. augusztus 6. 10:00 (11:00) | Zsiljajev 2          | Jegyzőkönyv | Dobud 5            | Water Polo Arena, London Játékvezetők: German Moller (ARG), Brian Littlejohn (GBR) |

Negyeddöntő
| 2012. augusztus 8. 20:00 (21:00) | Horvátország (CRO)    | 8–2         | Egyesült Államok (USA) | Water Polo Arena, London Játékvezetők: Massimiliano Caputi (ITA), Juhász György (HUN) |
| 2012. augusztus 8. 20:00 (21:00) | (2–0, 3–0, 2–2, 1–0)  |             |                        | Water Polo Arena, London Játékvezetők: Massimiliano Caputi (ITA), Juhász György (HUN) |
| 2012. augusztus 8. 20:00 (21:00) | Bošković, Obradović 2 | Jegyzőkönyv | Bailey, Varellas 1     | Water Polo Arena, London Játékvezetők: Massimiliano Caputi (ITA), Juhász György (HUN) |

Elődöntő
| 2012. augusztus 10. 15:40 (16:40) | Horvátország (CRO)   | 7–5         | Montenegró (MNE)   | Water Polo Arena, London Játékvezetők: Daniel Flahive (AUS), Georgios Stavridis (GRE) |
| 2012. augusztus 10. 15:40 (16:40) | (3–1, 2–0, 2–2, 0–2) |             |                    | Water Polo Arena, London Játékvezetők: Daniel Flahive (AUS), Georgios Stavridis (GRE) |
| 2012. augusztus 10. 15:40 (16:40) | Sukno 2              | Jegyzőkönyv | Ivović, Gojković 2 | Water Polo Arena, London Játékvezetők: Daniel Flahive (AUS), Georgios Stavridis (GRE) |

Döntő
| 2012. augusztus 12. 15:50 (16:50) | Horvátország (CRO)   | 8–6         | Olaszország (ITA) | Water Polo Arena, London Játékvezetők: Sergi Sancherz (ESP), Juhász György (HUN) |
| 2012. augusztus 12. 15:50 (16:50) | (1–2, 2–0, 2–1, 3–3) |             |                   | Water Polo Arena, London Játékvezetők: Sergi Sancherz (ESP), Juhász György (HUN) |
| 2012. augusztus 12. 15:50 (16:50) | Joković 3            | Jegyzőkönyv | Felugo 3          | Water Polo Arena, London Játékvezetők: Sergi Sancherz (ESP), Juhász György (HUN) |

| Csapat             | Helyezés |
| ------------------ | -------- |
| Horvátország (CRO) |          |